# Solenomelus
Solenomelus es un género con dos especies de plantas herbáceas, perennes, rizomatosas, de hojas lineares perteneciente a la familia de las iridáceas. Es originaria de Chile hasta el sur de Argentina. Comprende 15 especies descritas y de estas, solo 2 aceptadas.

## Taxonomía
El género fue descrito por John Miers y publicado en Proc. Linn. Soc. London 1: 122. 1842.

## Especies aceptadas
A continuación se brinda un listado de las especies del género Solenomelus aceptadas hasta octubre de 2014, ordenadas alfabéticamente. Para cada una se indica el nombre binomial seguido del autor, abreviado según las convenciones y usos.	
- Solenomelus pedunculatus (Gillies ex Hook.) Hochr.[4]
- Solenomelus segethi (Phil.) Kuntze[5]